# Echoes of an Era
| Оценки критиков                     | Оценки критиков |
| Источник                            | Оценка          |
| ----------------------------------- | --------------- |
| AllMusic                            | [ 1 ]           |
| The Rolling Stone Jazz Record Guide | [ 2 ]           |

Echoes of an Era — студийный альбом американской певицы Чаки Хан, выпущенный 14 января 1982 года на лейбле Elektra Records. Альбом был записан при участии таких музыкантов как Джо Хендерсон, Фредди Хаббард, Чик Кориа, Стэнли Кларк и Ленни Уайт. На альбоме представлены песни из так называемого «Великого американского песенника».

## Список композиций
| №  | Название             | Автор(ы)                                    | Длительность |
| -- | -------------------- | ------------------------------------------- | ------------ |
| 1. | «Them There Eyes»    | Масео Пинкард, Дорис Таубер, Уильям Трейси  | 3:52         |
| 2. | «All of Me»          | Джеральд Маркс, Сеймур Саймонс              | 4:35         |
| 3. | «I Mean You»         | Коулмен Хокинс, Телониус Монк               | 3:28         |
| 4. | «I Loves You Porgy»  | Джордж Гершвин, Айра Гершвин, Дюбоз Хейуорд | 6:29         |
| 5. | «Take the "A" Train» | Билли Стрэйхорн                             | 6:26         |

| №  | Название                                 | Автор(ы)                       | Длительность |
| -- | ---------------------------------------- | ------------------------------ | ------------ |
| 6. | «I Hear Music»                           | Бертон Лэйн, Фрэнк Лессер      | 4:22         |
| 7. | «High Wire – The Aerialist»              | Чик Кориа, Тони Коэн           | 6:29         |
| 8. | «All of Me» (Alternate take)             | Джеральд Маркс, Сеймур Саймонс | 4:16         |
| 9. | «Spring Can Really Hang You up the Most» | Фрэн Ландесман, Томми Вульф    | 8:24         |